# Dinastía solar (hinduismo)

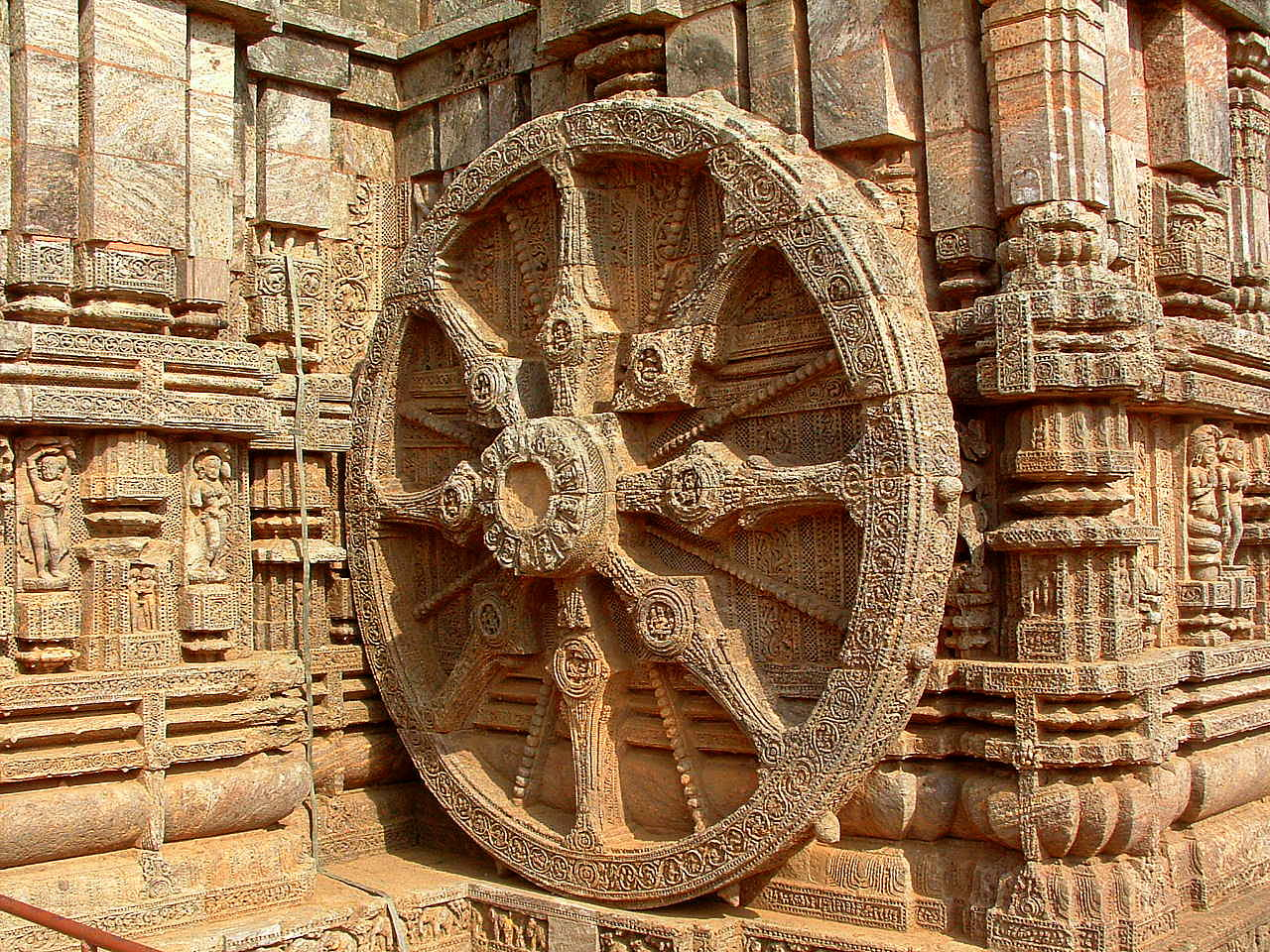
Rueda de Konark templo del Sol en Orissa (India).

En el marco de la mitología hinduista, la Dinastía solar (Suria vamsa: el clan de Suria, el dios del Sol) fue una de las dos dinastías de reyes de la India, con orígenes míticos, junto con la Dinastía lunar (Chandra vamsa: el clan de Chandra, el dios de la Luna).

## Introducción
Este clan era el más antiguo y más grande de la casta chatría de la India. También era conocido por sinónimos como
- Aditia vamsa (आदित्यवंश),
- Arka vamsa (अर्कवंश),
- Mitra vamsa (मित्रवंश),
- Ravi vamsa (रविवंश).

Los reyes del clan solar el dios del sol (Suria, Aditia o Arka) como su deidad familiar (kula dévata) y practicaban el culto al dios del Sol. Su capital era la antigua Aiodhia. Se consideraba que el fundador del clan había sido Manu, también conocido como Arka Tanaia (‘hijo del Sol’), que vivió en la época de la creación del mundo. El primer rey del clan fue Iksuakú (el nieto del dios Vivasuán), que creó una subrama de la Dinastía solar, llamada Clan iksuakú.
Un rey importante de Aiodhia fue Brijad Bala, que fue asesinado por el héroe Abhimaniu (hijo del príncipe Áryuna, personajes del Majábharata).
En el siglo IV a. C. del clan en Aiodhia fue Sumitra, quien, fue forzado a salir de la ciudad por el emperador Mahapadma Nanda (450-362 a. C.), el creador de la Dinastía nanda de Magadha. Sumitra continuó el linaje real en Rojtas.
Los naíres de Kerala ―como Nambiars, Menons, Pillai y Panikkar― se hacen llamar chatrías del clan Naga vamsa (descendiente del Suria vamsa).
La mayoría de los guryares dicen descender de los chatrías del clan solar.
Los emblemas de cobre y los sellos de los guryares tienen un sol.
También, el título de honor entre los guryares es «mijira», que es un nombre del Sol.
Según lo establecido por Manu, los reyes del clan solar seguían la regla de primogenitura. Solo el mayor de los hijos varones del rey podría suceder en el trono, a menos que fuera descalificado por los sacerdotes bráhmanas por poseer alguna discapacidad física o por alguna otra razón. Los hijos más jóvenes también produejron muchos chatrías (guerreros) destacados, pero no se incluyen en la lista de monarcas solares. La lista, sin embargo, incluye algunos herederos legítimos que fueron eliminados por los sacerdotes.

## Fuente del linaje

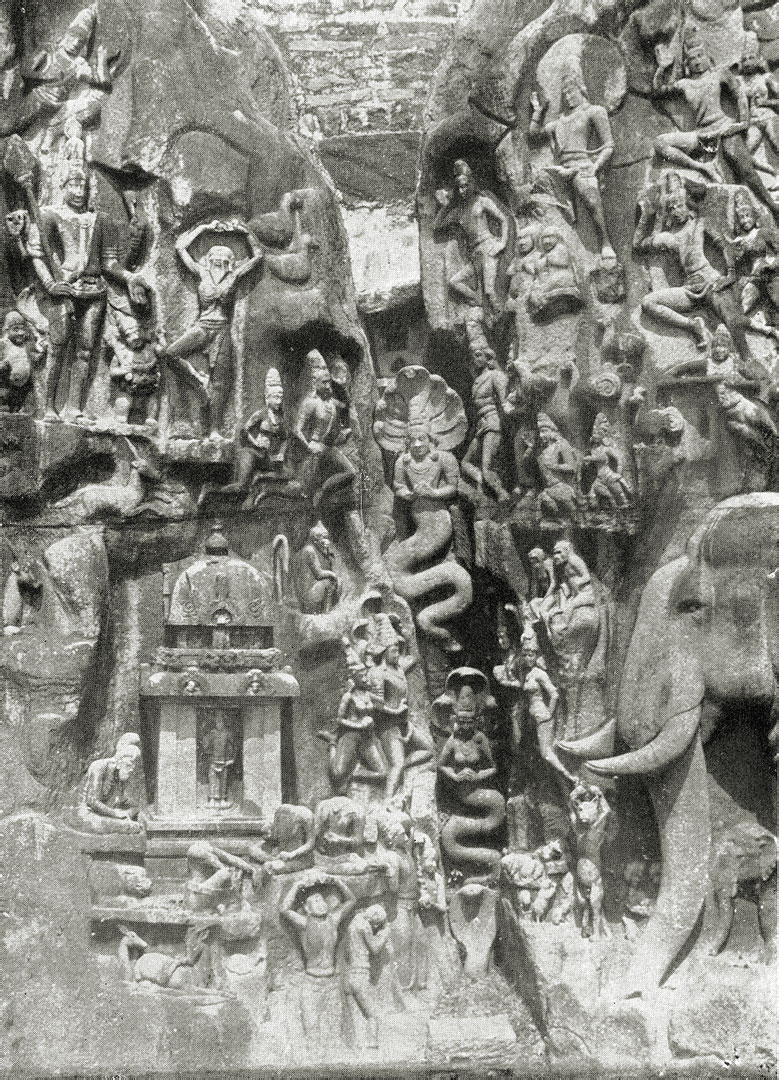
Friso del rey Bhagiratha (tataranieto del rey Sagara) realizando penitencias.

El Ramaiana (de Valmiki), el Majábharata (de Viasa) y los Puranas ―sobre todo el Visnú-purana (de los últimos siglos del I milenio a. C.)―, cuentan las leyendas de este clan. El Raghú-vamsa (de Kalidasa, hacia el siglo IV d. C.) también menciona los nombres de algunos de los reyes de este clan.

## Lista de reyes del clan solar
La siguiente es la lista, en orden cronológico, de los monarcas del clan solar:
1. Naraian (el dios Visnú).
2. Brahmá, el dios de cuatro cabezas, hijo de Visnú.
3. Vivasuán, el dios del sol, progenitor del clan. Sus padres eran el sabio Kashiapa, el padre de todos los seres, y Aditi. A los 12 dioses hijos de Aditi se les llama Aditias. Otro nombre de Vivasuán es Suria (el Sol). De él viene el nombre del clan, Suria vamsa.
4. Manu, el primer ser humano en la Tierra, y primer rey de toda la humanidad.[6] En el Shatápatha-bráhmana se le llama rayán (rey) Manu. Tuvo nueve hijos, Vena, Drisnú, Nari Shian, Nabhaga, Iksuakú, Karusha, Sariati, Prishadhru, Nabha Garista y una hija, Ila, que estaba casada con el rey Budha de la Dinastía lunar (que no debe confundirse con Buda, religioso nepalí fundador del budismo). Le dejó el reino al varón de más edad de la siguiente generación, Iksuakú, que en realidad era hijo de Sraddha Dev, hermano de Manu.
5. Iksuakú, el primer rey destacado de este clan; él formó una rama llamada «Clan iksuakú».
6. Nimi
7. Mithi
8. Nriga
9. Jema Chandra
10. Suchandra
11. Dhanda
12. Vishala
13. Vikuksi (Kuksi).
14. Kakutsta o Puran Yaia
15. Anena o Anarania
16. Prithú
17. Vishvagashua (Trishanku).
18. Ardra o Chandra
19. Iuvansua I
20. Shravast
21. Vrija Dashua
22. Kuvalashua
23. Dridhashua
24. Pramod
25. Jari Ashua I
26. Nikumbh
27. Santashua
28. Krishasua
29. Prasenyit I
30. Iuvanashua II
31. Mandhata
32. Ambarisha
33. Purukutsa & Harita
34. Tradasiu
35. Sambhut
36. Anarania II
37. Trashdashva
38. Hariashva II
39. Vasuman
40. Tridhanua
41. Tri Aruna
42. Satiavrata o Trishanku
43. Jari Schandra, rey nombrado en el Majábharata (siglo III a. C.) como un ejemplo de devoción al dharma (deber religioso).
44. Rojita Ashua, hijo de Jarischandra.
45. Harit
46. Chanchu
47. Viyaia
48. Ruruk
49. Vrika
50. Baju o Asit
51. Sagara
52. Asmansha
53. Anshuman
54. Dilipa I
55. Bhagiratha, tataranieto del rey Sagara. Después de penitencias extenuantes, logró que la diosa-río Ganges descendiera desde el cielo. Cuando caía sobre los restos de sus antepasados, sus almas fueron redimidas, y el mar estaba rellenado. Ganges también lleva el nombre "Bhagirathi", en honor de su obra.
56. Shrut
57. Nabhag
58. Ambarish
59. Sindhu Duip
60. Pratayu
61. Shrutu Parna
62. Sarva Kama
63. Sudas
64. Saudas o Mitrasá
65. Sarva Kama II
66. Ananarania III
67. Nighna
68. Raghú I
69. Duliduh
70. Khatwang Dilipa
71. Raghú II o Dirgha-Baju
72. Ayá
73. Dasharatha, el justiciero rey padre del mítico dios Rama, según el texto épico-religioso Ramaiana (siglo III a. C.).
74. Rama, se le considera el séptimo avatar del dios Visnú. Es adorado por todos los hindúes. Muchos hindúes incluyen su nombre en su nombre o apellido. La historia del príncipe Rama antes de convertirse en rey de Aiodhia se narra en el Ramaiana (siglo III a. C.). Después de su ascensión al trono, realizó el Asuamedha iagñá (sacrificio de caballo, para convertirse en emperador de toda la India). Bharata, su hermano menor, ganó el país de Gandhara (en Pakistán) y se estableció allí.
75. Kusha y Lava, los hijos gemelos del rey Rama, nacidos cuando Rama ―que se dejaba llevar por las habladurías populares― exilió a su fiel esposa Sita, que se encontraba embarazada. Lava gobernó el sur de Kosala, mientras que Kusha gobernó el norte (que incluye a Aiodhia). Kusha se casó con Kumuddhati (hermana de Kumuda) y con Naga Kania. Después de Kusha los siguientes reyes de la dinastía solar gobernaron Aiodhia:
76. Atithi
77. Nishadh
78. Nal
79. Nabha
80. Pundarika
81. Kshemandhava
82. Devanik
83. Ahinagu, Roop and Rooru
84. Paripatra
85. Stuta
86. Bala
87. Ukta
88. Vashra Nabha
89. Shankha
90. Vishua Shaja
91. Jirania Nabha
92. Pusia
93. Dhruva Sandhi
94. Sudarshan
95. Agnivarna
96. Shighraga
97. Maru
98. Prasut
99. Susandhi
100. Amarsha
101. Vishrutwan
102. Vishravbahu
103. Prasenjit I
104. Takshaka
105. Brijadbal
106. Brijat Ksatra
107. Arukshaia
108. Vatsaviuja
109. Prativioma
110. Diwakar
111. Sajádeva
112. Brijad Ashua
113. Bhanuratha
114. Pratitashua
115. Supratika
116. Marudeva
117. Sunakshetra
118. Antariksha
119. Sushena
120. Anibhajit
121. Vrihadbhanu
122. Dharmi
123. Kritanyaia
124. Rananyaia
125. Sanyaia
126. Suddhodana
127. Siddhartha (que se convertiría en Buda). Este dato no coincide con las Escrituras budistas, que no indican que el personaje histórico Buda haya sido rey en Aiodhia, sino hijo de un rey de Lumbini, en el extremo norte de la India.
128. Rahula
129. Prasenyit II (Pasenadi), posiblemente el primer rey histórico del clan solar. En esta época debe de haberse creado esta lista de reyes que remonta a un origen divino del clan.
130. Kshudrak
131. Kulak
132. Surath
133. Sumitra, el último rey del clan solar que reinaría en Aiodhia. En el siglo IV a. C., el emperador Maja Padma Nanda (que fundaría el Imperio nanda obligó a Sumitra a abandonar Aiodhia. Migró con su familia a Rojtas. Su hijo Kurma le sucedió.

Hasta la actualidad, muchas familias de reyezuelos dicen pertenecer al clan solar de descendientes del dios del Sol.